# Globish
Globish – podzbiór języka angielskiego sformalizowany przez Jean-Paula Nerrière. Termin ten Nerrière utworzył w 1989 po swoich podróżach biznesowych do krajów Dalekiego Wschodu. Globish wykorzystuje podstawowe reguły gramatyczne języka angielskiego oraz wyraźnie sprecyzowany zbiór 1500 najczęściej używanych angielskich słów. Według Nerrière nie jest to „język”, ale „narzędzie” samo w sobie, jest to wspólna płaszczyzna, której nie-native speakerzy będą się trzymać prowadząc międzynarodowe interesy. Nerrière twierdzi, że osoby posługujące się językiem angielskim będą musiały dostosować się, albo wypadną z gry.
Fenomen tego rodzaju języka angielskiego dostosowanego do ogólnoświatowego użycia został opisany i usystematyzowany przez Nerrière w wielu książkach, począwszy od Don’t Speak English, Parlez Globish napisanej w języku francuskim (2004, Eyrolles, Paris). Pierwszą książką napisaną w całości w Globish we współpracy z Davidem Honem jest Globish The World Over (2009, IGI, Paris). Została ona przetłumaczona na kilka języków, w tym na język polski (tłum. Wioleta Antecka).
Wydanie książki w 2004 przykuło uwagę prasy. Termin Globish urósł do rangi nazwy rodzajowej. Globish jest całkowicie poprawnym angielskim, jednak ten termin jest dziś równie często używany w odniesieniu do kiepskiej angielszczyzny, częściej określanej mianem „łamanej angielszczyzny”. Podobne zjawisko poruszono w książce English Next (2009, The British Council, London).
W innym kontekście, termin Globish został użyty przez Madhukara Gogate’a opisującego propozycje reformy ortografii języka angielskiego. Gogate proponuje wymowę zgodną z pisownią (na przykład „colour” powinno być pisane jako „kalar”). Jego koncepcja pojawiła się w roku 1998.